# Фридрих Вильгельм Адольф (князь Нассау-Зигена)
Фридрих Вильгельм Адольф Нассау-Зигенский (нем. Friedrich Wilhelm I Adolf von Nassau-Siegen; 20 февраля 1680 — 13 февраля 1722) — правящий князь Нассау-Зигена (в 1707—1722 годах). Построил Нижний замок в Зигене.

## Биография
Старший сын протестанта Вильгельма Морица (1649—1691), князя Нассау-Зигена (1679—1691), и Эрнестины Шарлотты Нассау-Дилленбургской (1662—1732).
23 января 1691 года после смерти своего отца 11-летний Фридрих Вильгельм Адольф унаследовал звание титулярного князя Нассау-Зигена. Его отец Вильгельм Мориц Нассау-Зигенский и дед Генрих, граф Нассау-Зигена, владели половиной княжества Нассау-Зиген. Регентом княжества стал его двоюродный дядя, католик Иоганн Франц Десидератус Нассау-Зигенский. В 1699 году после смерти последнего регентство унаследовал его сын Вильгельм Гиацинт Нассау-Зигенский.
29 марта 1707 года после отстранения от власти своего троюродного брата князя Вильгельма Гиацинта Фридрих Вильгельм Адольф стал фактическим правителем всего княжества Нассау-Зиген.

## Семья
Фридрих Вильгельм Адольф был дважды женат. 7 января 1702 года он женился на Елизавете Гессен-Гомбургской (6 января 1681 — 12 ноября 1707), дочери Фридриха II, ландграфа Гессен-Гомбургского (1633—1708), и Луизы Елизаветы Курляндской (1646—1690). С ней у него были следующие дети:
- Шарлотта Фридерика (30 ноября 1702 — 22 июля 1785), 1-й муж с 1725 года Леопольд, князь Ангальт-Кётенский (1694—1728), 2-й муж с 1730 года — граф Альбрехт Вольфганг Шаумбург-Липпский (1699—1748)
- София Мария (28 января 1704 — 28 августа 1704)
- Сибилла Генриетта (21 сентября 1705 — 5 сентября 1712)
- Фридрих Вильгельм II (11 ноября 1706 — 2 марта 1734), женат с 1728 года на Поликсене Конкордии Софии, графине Сайн-Витгенштейн (1709—1781)
- София Елизавета (7 ноября 1707 — 5 октября 1708)

После смерти Елизаветы он женился 13 апреля 1708 года Амалии Луизе (1687—1750), дочери герцога Фридриха Казимира Курляндского (1650—1698) и Софии Амалии Нассау-Зигенской (1655—1688). После смерти Фридриха Вильгельма Адольфа, она правила княжеством Нассау-Зиген в качестве регентши при своём пасынке, Фридрихе Вильгельме II. Дети от второго брака:
- Аделаида Вильгельмина София (28 февраля 1709 — 16 декабря 1710)
- Карл Фридрих (4 марта 1710 — 25 декабря 1710)
- Шарлотта Вильгельмина (25 апреля 1711 — 7 марта 1771)
- Августа Альбертина (9 сентября 1712 — 22 февраля 1742), супруг — граф Карл Фредерик Уильям Сайн-Витгенштейн-Хоэнштайн (29 января 1708 — 9 июня 1756)
- Людвиг Фердинанд (29 марта 1714 — 26 февраля 1715)
- Каролина Амалия Адольфина (26 ноября 1715 — 10 августа 1752), муж с 1751 года граф Кристиан Август Зольмс-Лаубах (1714—1784)
- Вильгельм Мориц (1 марта 1717 — 5 августа 1719)
- Елизавета Гедвига (19 апреля 1719 — 10 января 1789), супруг — граф Карл Фридрих Вильгельм Сайн-Витгенштейн-Хоэнштайн.